# Cynanchum tsaratananense
Cynanchum tsaratananense är en oleanderväxtart som beskrevs av Choux. Cynanchum tsaratananense ingår i släktet Cynanchum och familjen oleanderväxter. Inga underarter finns listade i Catalogue of Life.